# Catedral de San Patricio (Dublín)

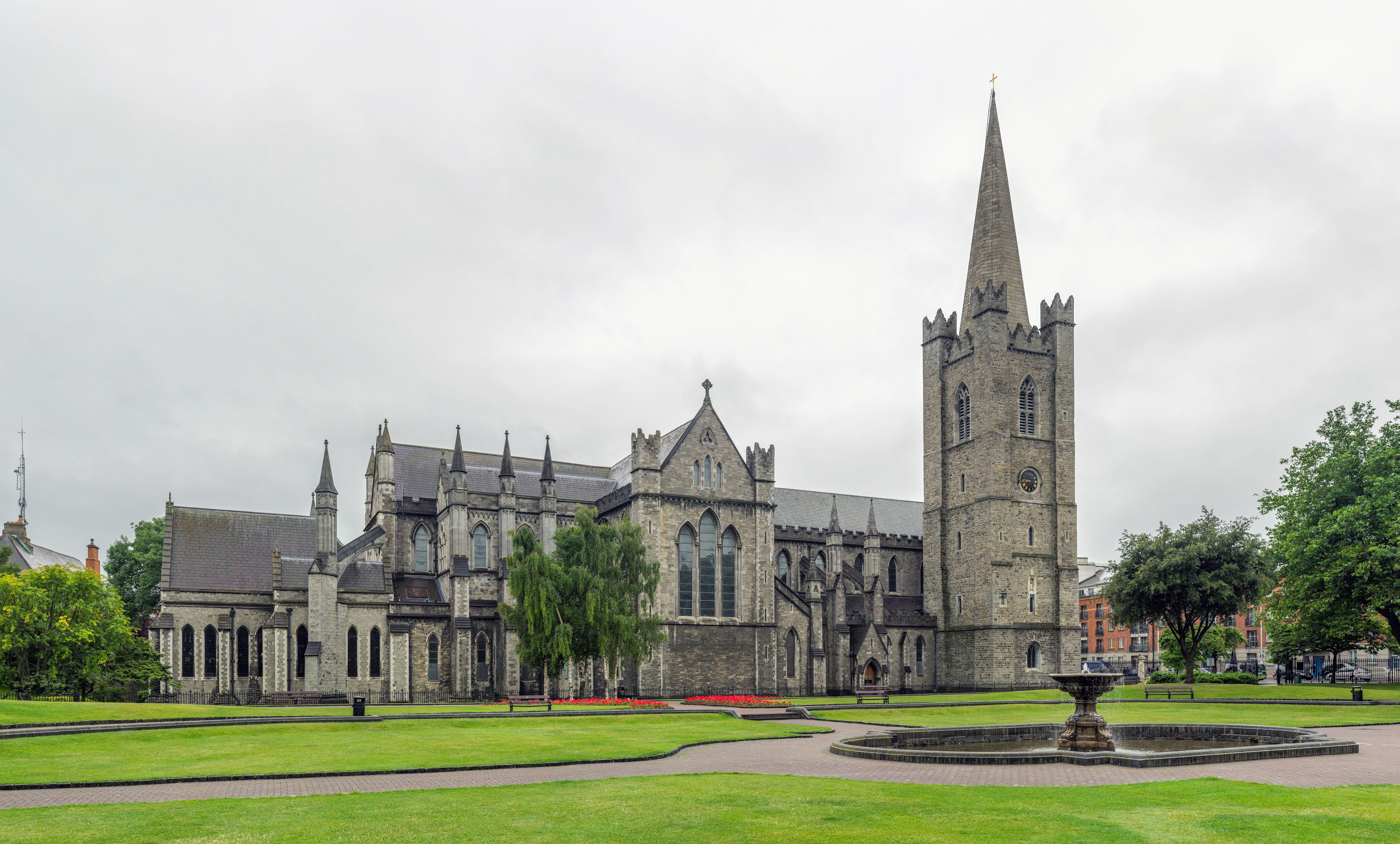
Vista de la catedral desde el parque de San Patricio

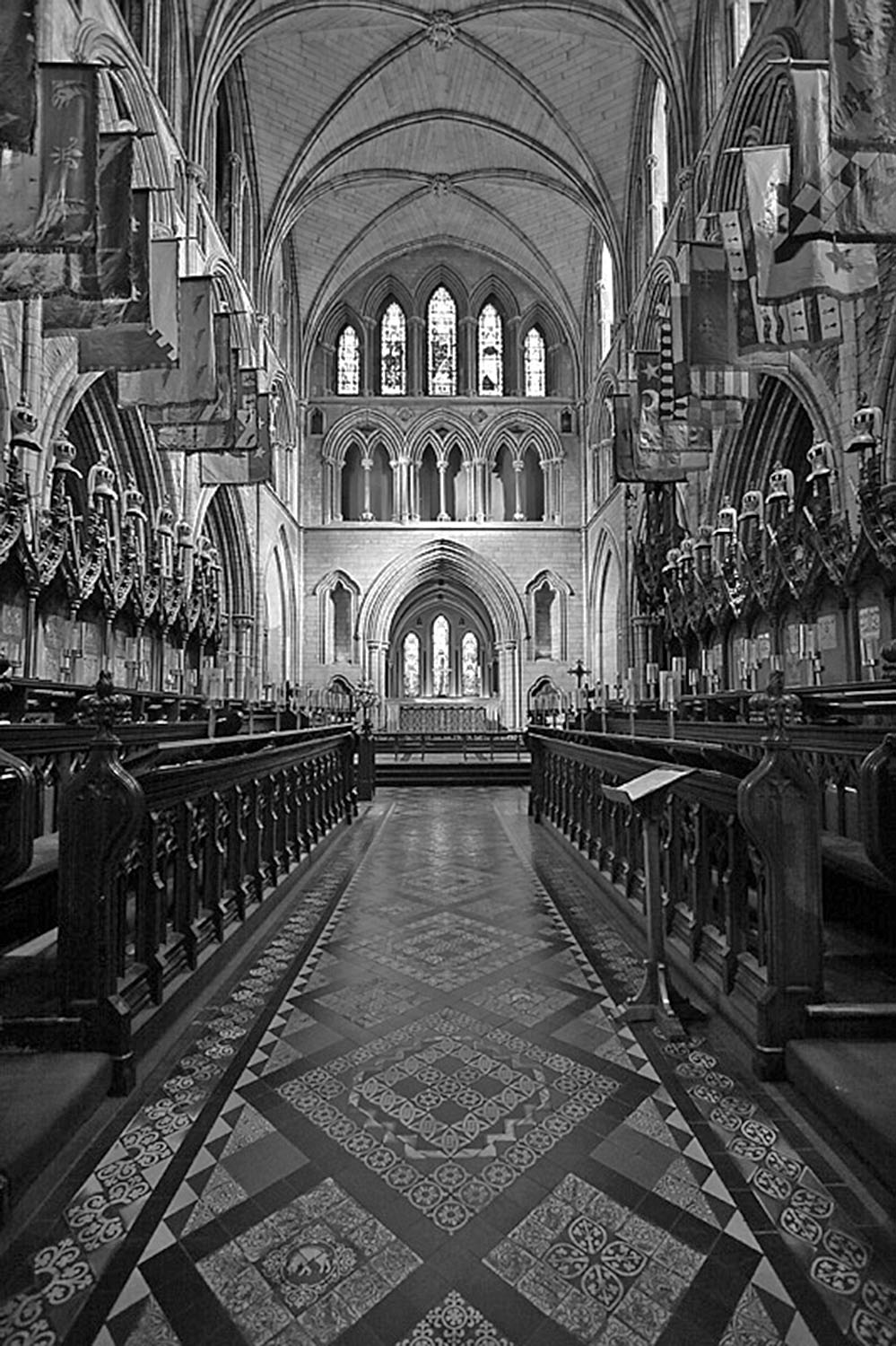
Interior

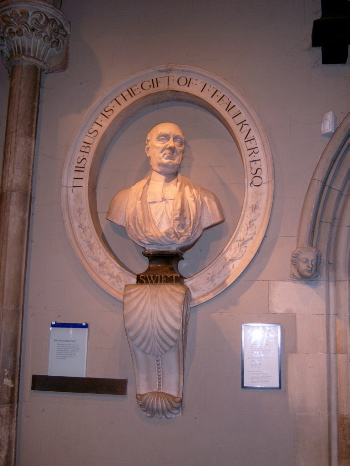
Busto de Jonathan Swift

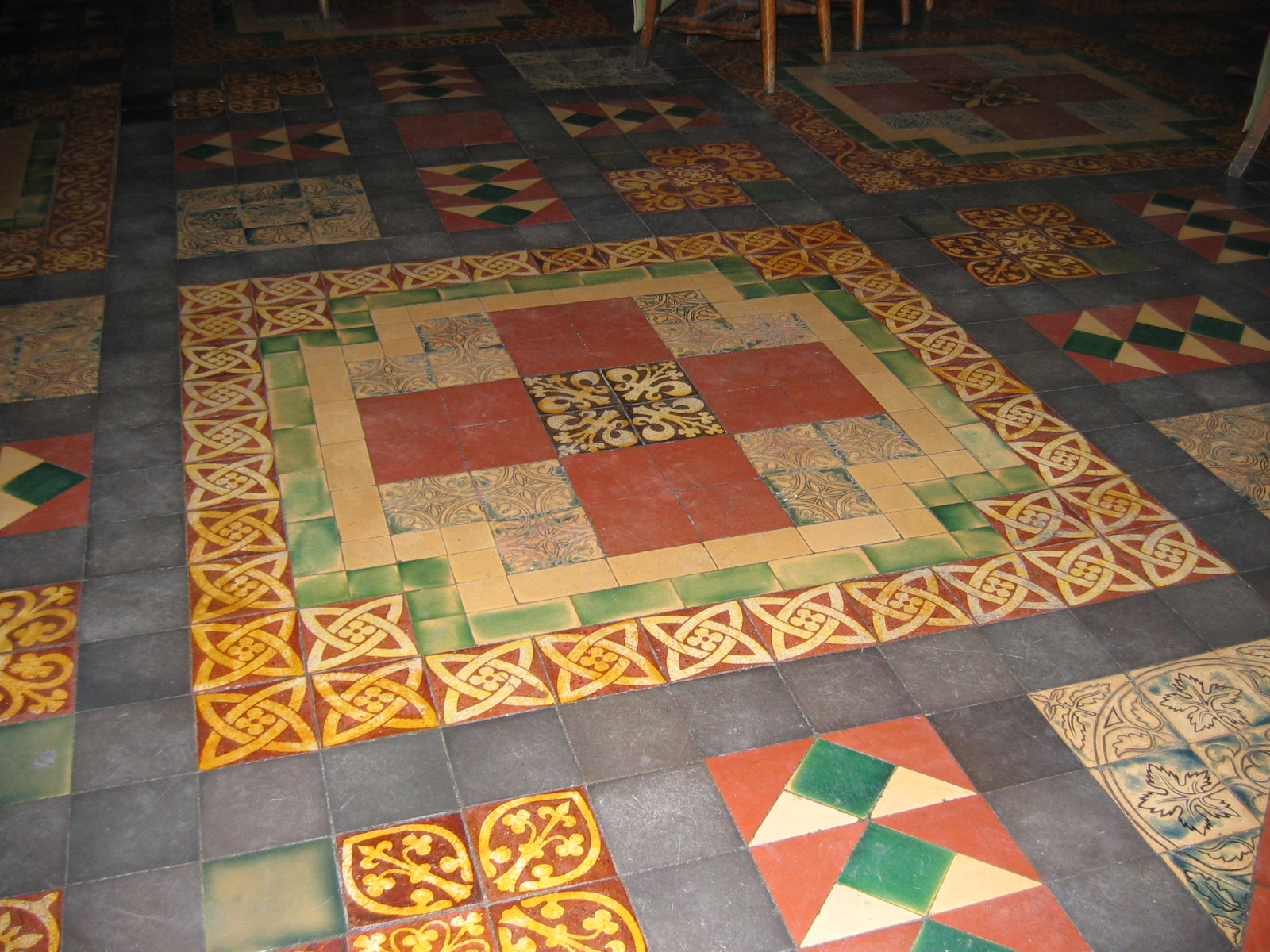
Detalle del suelo

La Catedral de San Patricio en Dublín (Árd Eaglais Naomh Pádraig en Irlandés), antiguamente conocida como la Catedral Nacional y colegiata de San Patricio, es la mayor de las dos catedrales de la Iglesia de Irlanda.
En realidad la Catedral de San Patricio no es la sede de un obispo, dado que el Arzobispo de la Iglesia de Irlanda de Dublín tiene su sede en la Catedral de la Santísima Trinidad de Dublín, siendo vista la de San Patricio como la Catedral Nacional para toda la isla y atrayendo delegados de las doce diócesis de la Iglesia de España.

## Historia
La Catedral de San Patricio de Dublín se construyó junto a un pozo en el que según cuenta la leyenda San Patricio bautizaba a aquellos que se convertían del paganismo al cristianismo.
Originalmente la catedral era una simple iglesia de madera construida el siglo V en honor a San Patricio. Fue en 1191 cuando la iglesia fue reconstruida en piedra. La catedral actual se construyó en el año 1200 y se finalizó en el 1270. En los años posteriores, se han realizado una gran cantidad de renovaciones, pero se ha logrado preservar la pureza histórica del edificio. La colosal torre oeste, que fue construida en 1370, cuenta con uno de los carillones más grandes de Irlanda.
La Catedral de San Patricio tiene una rica tradición musical que data de 1742, año en el que el coro de la catedral participó en la primera presentación del Mesías de Handel. Hasta el día de hoy, esta es la única catedral de toda Irlanda y Gran Bretaña que dispone de un coro que realiza dos misas cantadas por día.

## Estatus
El hecho de tener en la ciudad de Dublín dos catedrales, la de San Patricio y la de la Santísima Trinidad, ha creado cierta rivalidad entre ambas. Este conflicto se resolvió con un acuerdo promulgado en 1300 y en vigor hasta 1870 en la que se otorgaba a la Catedral de la Santísima Trinidad ciertos derechos litúrgicos:
- La consagración y entronización del arzobispo de Dublín, se llevaría a cabo en la Catedral de la Santísima Trinidad, aunque los registros muestran que esta disposición no siempre se siguió, pues al menos dos arzobispos fueron entronizados en la Catedral de San Patricio.
- La Catedral de la Santísima Trinidad tendría prioridad, como la madre y la catedral principal de la Archidiócesis de Dublín.
- La Catedral de la Santísima Trinidad debía mantener la cruz, la mitra y el anillo de cada arzobispo de Dublín fallecido.
- Los arzobispos de Dublín fallecidos serían enterrados alternativamente en cada una de las dos catedrales, a menos que personalmente deseen lo contrario.
- La consagración anual del crisma de la diócesis tendría lugar en la Catedral de la Santísima Trinidad.
- Las dos catedrales deben ser como una sola y a partes iguales en sus derechos.

Durante los siglos siguientes, las dos catedrales funcionaban juntas en la diócesis, hasta que en el período de separación de la Iglesia de Irlanda se produjo la designación actual de la Catedral de la Santísima Trinidad como la Catedral de Dublín y Glendalough, y la Catedral de San Patricio como la Catedral Nacional de Irlanda.